# آدیتیا راوال
آدیتیا راوال (انگلیسی: Aditya Rawal؛ زادهٔ ۲۸ سپتامبر ۱۹۹۱) بازیگر و نویسنده هندی است که در فیلم‌های هندی فعالیت می‌کند. او که فرزند پارش راوال و سوروپ سامپات است، حرفه خود را به عنوان نویسنده آغاز کرد. راوال اولین حضور خود به عنوان بازیگر را با نقش آفرینی در فیلم بمفاد (۲۰۲۰) (به هندی: Bamfaad) شروع کرد و بعد از آن در فیلم فراز (۲۰۲۲) بازی کرد.

## فیلم‌شناسی
فیلم
| سال  | نام فیلم      | نقش        | نکات            | مرجع. |
| ---- | ------------- | ---------- | --------------- | ----- |
| ۲۰۱۲ | سوار بر فراری | دیلیپ جوان | بازیگر خردسال   |       |
| ۲۰۱۲ | اوه خدای من!  | —          | دستیار کارگردان | [ ۲ ] |
| ۲۰۱۷ | صندوق پستی    | جی         | فیلم کوتاه      |       |
| ۲۰۲۰ | بمفاد         | نصیر جمال  |                 | [ ۳ ] |
| ۲۰۲۳ | فراز          |            |                 | [ ۴ ] |

مجموعه اینترنتی
| سال  | نام سریال | قشن   | نکات | مرجع. |
| ---- | --------- | ----- | ---- | ----- |
| ۲۰۲۲ | تیرانداز  | سارجو |      | [ ۵ ] |

به عنوان نویسنده
| سال  | نام فیلم   | نکات              | مرجع. |
| ---- | ---------- | ----------------- | ----- |
| ۲۰۱۷ | صندوق پستی | فیلم کوتاه        |       |
| ۲۰۱۹ | پانی‌پت     | داستان و فیلمنامه | [ ۶ ] |
| ۲۰۲۲ | پدر عزیز   | گجراتی فیلم       |       |